# Toto Wolff
Torger Christian "Toto" Wolff (født 12. januar 1972) er en østrigsk investor og tidligere racerkører, som er den nuværende teamchef og administrerende direktør for Formel 1-holdet Mercedes GP.

## Formel 1
Wolff købte i 2009 en andel af Williams Formel 1-holdet, og blev en del af holdets bestyrelse. Han blev i 2012 udnævnt til holdets administrerende direktør.
Wolff forlod Williams i 2013 for Mercedes, hvor at han blev holdets nye administrerende direktør. I samme handel modtog Wolff 30% andel i holdet.
Wolff solgte over de næste 3 år sin del i Williams holdet, og solgte sin sidste andel af holdet i 2016. Det viste sig dog at den sidste del af handlen ikke blev gennemført, og Wolff ejer dermed stadig aktier i Williams.
Mercedes har haft stor succes i Formel 1 under Wolff. Mercedes har vundet konstruktørmesterskabet 8 gange i streg mellem 2014-2021, hvilke er en rekord.